# Lefima
Die Lefima GmbH ist ein traditioneller Hersteller von Schlaginstrumenten in Cham (Oberpfalz). Im Jahr 1860 eröffnete Leberecht Fischer die erste deutsche Trommelfabrik. Hergestellt werden Schlaginstrumente für Orchester, Spielmanns- und Fanfarenzüge, Blaskapellen, Mittelalterbands, für die musikalische Früherziehung in Schulen und Kindergärten und die Musiktherapie.

## Geschichte

### 1861 – 1900

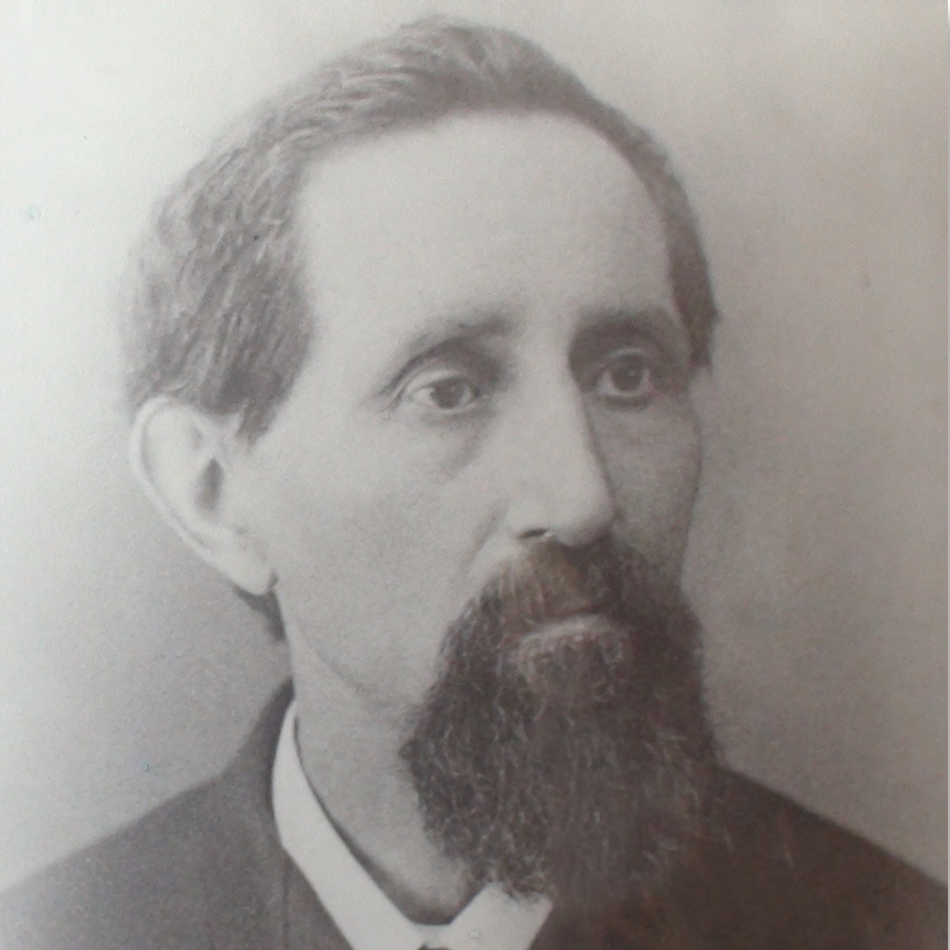
Firmengründer Ernst Leberecht Fischer

Am 26. Oktober 1861 gründete Ernst Leberecht Fischer eine Trommel-Manufaktur. Der Name „Lefima“ leitet sich vom Gründer Leberecht Fischer und dem vogtländischen Gründungsort Markneukirchen ab. Die Fertigung von Schlaginstrumenten in kleinen Serien ermöglichte erstmals eine gewisse Standardisierung und die Herstellung von Produkten zu erschwinglichen Preisen für eine breite Verbraucherschicht. Erste produzierte Artikel sind Solotrommeln, 1862 zusätzlich kleine Serien von großen Trommeln. 1867 kaufte das Zeughaus in Dresden 80 Militärtrommeln. Für „Trommeln und Temperine“ bekam Fischer eine Auszeichnung zur Weltausstellung in Paris 1889, die Bronzemedaille der Gewerbe- und Industrieausstellung Wittenberg 1869 und das „Diplom Zweiter Classe“ anlässlich der Teilnahme an der Ausstellung für Feuerwehrgeräte und Ausrüstungsgegenstände in Altenburg vom 14.–16. Juni 1879.
Bald folgten Banjos, Windharfen und „Notenpulter“. 1893 übernahm Sohn Ernst Albin Fischer die Firma, welche bald durch eine Kranken-, eine Unfall- sowie eine Rentenversicherung für die Belegschaft schon recht moderne Züge bekam. „Lefima“ wurde Warenzeichen. Erste Konzertpauken werden gebaut. Unter der Marke „Sultan“ fertigte Lefima Becken im eigenen Betrieb. 1897 erhält Lefima die Silbermedaille der Sächsisch-Thüringischen Gewerbeausstellung in Leipzig.

### 1900 – 1961

Lefima Logo aus ca. 1930

1927 erschien ein Produktkatalog mit neuen Trommelmodellen, erstmals auch in englischer Sprache.
1938 übernahm Sohn Curt Fischer die Firma und modernisierte den Maschinenpark. Die Produktpalette wurde um Orchesterxylophone und Kleininstrumente erweitert. Es waren auch die 1930er Jahre, in denen Lefima die ersten „Double-Snare“ Trommeln baute. 1939 folgten erste Tanzschlagzeuge.
Nach dem Zweiten Weltkrieg begann die Firma in der DDR der 1950er Jahre mit der Produktion eines umfangreichen Instrumentariums für die frühmusikalische Erziehung in Kindergärten und Schulen. Käthe Fischer, die Tochter des Unternehmens, heiratete den Ingenieur und Handwerker Karl-Heinz Aehnelt. Dessen erste Entwicklung waren Fußmaschinen mit doppelt kugelgelagertem Schlägelhalter und verstellbarer Federspannung.

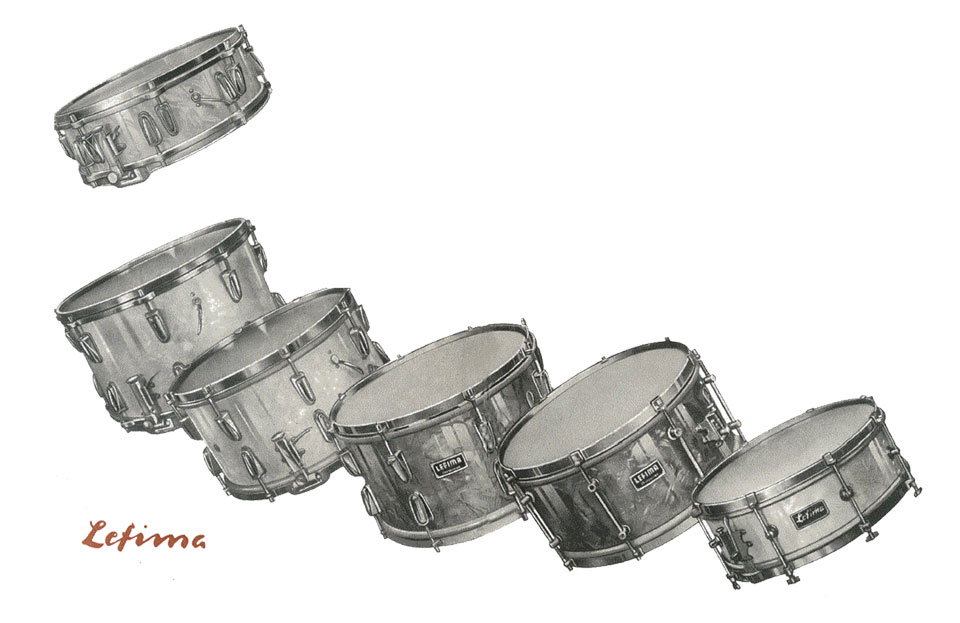
Snare Drums von ca. 1950

Die sozialistische Planwirtschaft machte die Führung eines Unternehmens schwierig. Aufgrund der drohenden Enteignung des Betriebes entschloss man sich zur Flucht nach Westdeutschland und begann damit, wichtige Werkzeuge und einige Privatgegenstände über vertrauenswürdige Kunden außer Landes zu schaffen. Im Mai 1961 flüchtete die Familie in den Westen.

### 1962 bis heute
Lefima wurde im oberpfälzischen Cham neu eröffnet. 1962 konnten zwei erste Mitarbeiter angestellt werden. Durch die Integration des „TA-Werkzeugbau“ 1961 war Lefima in der Lage, Vorrichtungen und Maschinen zur Herstellung neuer Produkte selbst zu bauen. Das heutige Lefima-Logo entstand. Das erste Drittel der 1960er Jahre war geprägt von Neuerungen im Bereich der Schlagzeuge. Karl-Heinz Aehnelt entwarf versenkbare Anschraubspitzen, einen Hi-Hat-Ständer, Böckchen für die „Hobby“-Serie, einen neuen Miniaturabheber und Stützen für die neue „Roxie“-Schlagzeugreihe.
1973 erfolgte der Bau einer neuen und modernen Produktionshalle im Industriegebiet von Cham. Trotz guter Auftragslage im Drum-Set-Bereich erkannte man rechtzeitig die Gefahr der Serienfertigung aus dem japanischen Billigmarkt und stellte 1974 die Produktion von Schlagzeugen ein. Man konzentrierte sich auf den Marschbereich und verlagert den Fokus auf Orchesterinstrumente. Karl-Heinz Aehnelt konstruierte eine Kurbel-Maschinenpauke für Reisen und die musikalische Erziehung in Schulen. Ende der 1970er kamen Orchesterstabspiele heraus. Die Großen Orchestertrommeln der „Klassik-Serie“ entstanden, für den Marschsektor produzierte man tragbare Bass Drums mit furniertem und gebeiztem Holzzylinder.

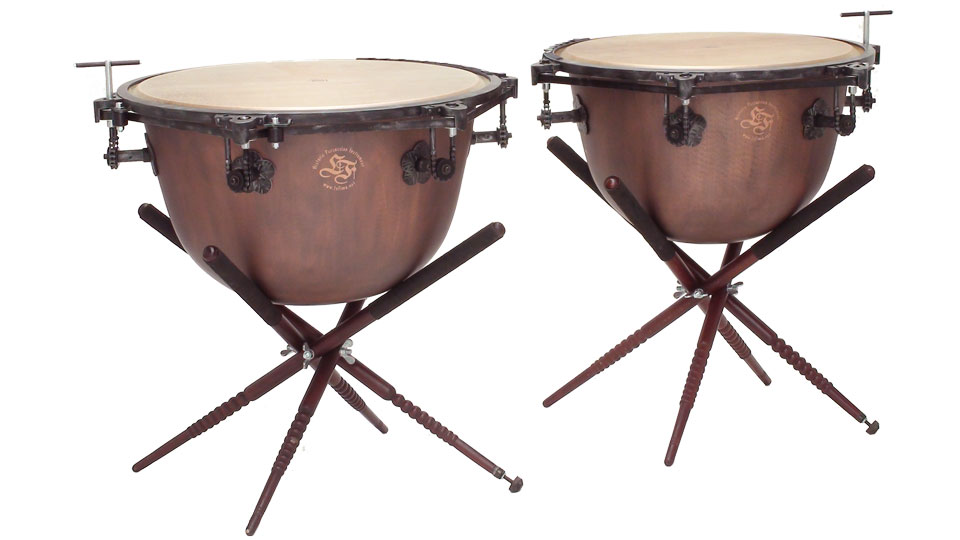
Barock Riemenpauken

1981 entstand in enger Zusammenarbeit mit Siegfried Fink von der Hochschule für Musik Würzburg eine spezielle Linie historischer Instrumente. 1983 übernahm Karl-Heinz Aehnelt die Firma. Ende der 1980er Jahre umfasste die Produkt-Palette 120 unterschiedliche Trommel- und 10 Paukenmodelle. 1990 entstand mit der „Exclusive-Series“ eine Trommelreihe für die hohen Ansprüche von Blasorchestern. 1991 folgten „historische Trommeln mit moderner Technik“, ausgestattet mit Schraubenspannung und Zierleine.
1997 übernahm Sohn Stefan Leberecht Aehnelt die Firma. Für die Entwicklung des ersten Fußfeinstimmers für Konzertpauken und einer „Servounterstützung“ erhielt das Unternehmen im Jahr 2000 den „Bayerischen Staatspreis in Gold“. 2001 wurde die „leichteste Marching-Drum der Welt“ in das Guinness-Buch der Rekorde aufgenommen. 2006 erfolgt die Einweihung einer neuen Produktionshalle. 2009 baute Lefima die millionste Trommel am Standort Cham. Im Frühjahr 2011 feierte man das 150-jährige Firmenjubiläum.